# اریک‌لی (کاهتا)
اریک‌لی {{ترکی|Erikli) (به کردی: Berbût) یک منطقهٔ مسکونی کردنشین در ترکیه است که در کاهتا واقع شده‌است.